# Bergbauer (Eurasburg)
Bergbauer ist ein Gemeindeteil von Eurasburg im oberbayerischen Landkreis Bad Tölz-Wolfratshausen. Die Einöde liegt circa vier Kilometer südlich von Eurasburg.
Bergbauer ist über die  Staatsstraße 2370 zu erreichen.

## Baudenkmäler
Siehe auch: Liste der Baudenkmäler in Bergbauer
- Wegkapelle